# Casimiro Ferrari
Pour les articles homonymes, voir Ferrari.
Pas d'image ? Cliquez ici
Casimiro Ferrari, né à Lecco (Italie), le 18 juin 1940 et mort le 4 septembre 2001 dans la même ville, est un alpiniste italien du XXe siècle. Il est célèbre pour les ascensions qu'il réalise en Patagonie dans les années 1960 et 1970. Il est fait Chevalier de la République italienne pour ses exploits, en 1977.

## Biographie
Né à Lecco en 1940, Casimiro Ferrari commence à travailler dès son plus jeune âge. À 18 ans, il rejoint le club d'alpinisme des Ragni di Lecco (it), et à 21 ans le Club alpin académique italien. En 1965, il se rend pour la première fois en Amérique du Sud, en compagnie de son ami Carlo Mauri, un voyage qui marque de manière indélébile sa future carrière.
En 1969, il gravit le Jirishanca, avec l'expédition Cassin. En 1974, il réalise — ce qui sera retenu comme étant son plus grand exploit — la première ascension incontestée du Cerro Torre, par la face Ouest, en compagnie de Mario Conti, Pino Negri et Daniele Chiappa. Il réalise dans les années qui suivent, l'ascension de la face Sud-Ouest de l'Alpamayo avec l'expédition Busnelli, le pilier Est du Fitz Roy avec Vittorio Meles en 1976, et le pilier Nord-Est du Cerro Murallón, avec Carlo Aldé et Paolo Vitali.
Il réalise sa dernière grande ascension en 1994 lorsque, à cinquante-trois ans et déjà malade du cancer qui devait l'emporter sept ans plus tard, il gravit la face Est de l'Aguja Mermoz dans le massif du Fitz Roy.

## Principales ascensions
- 1960 : Ouverture de la voie dei Ragni sur le Torrione Magnaghi méridional (Grignetta, Lecco) avec Giuseppe Conti (26 avril).
- 1960 : Ascension par la voie Brandler-Hasse (Nord de la Cima Grande di Lavaredo) avec Nando Nusdeo.
- 1961 : il est victime d'un grave accident en pleine tentative d'ascension hivernale de la voie Panzeri sur le Torrione Magnaghi méridional: il est entraîné dans sa chute par son compagnon de cordée et chute d'une hauteur de 40 mètres.
- 1961 : Ascension de la voie Tissi (Torre Venezia).
- 1961 : Ascension de la voie Cassin (Torre Trieste).
- 1963 : Première ascension hivernale de la voie Paolo VI (Tofana) avec Felice Anghileri.
- 1965 : Première ascension hivernale du Spigolo Nord du Piz Badile avec Aldino Anghileri et Pino Negri.
- 1966 : Première ascension du mont Buckland (1 600 m, Terre de Feu). Expédition composée de Carlo Mauri, Giuseppe Pirovano, Guido Machetto, Cesare Giudici, Gigi Alippi.
- 1966 : Ascension de l'Aconcagua.
- 1968 : Ouverture de la « voie dei Ragni » sur la Corna di Medale (31 mars-1er avril) avec Guerino Cariboni.
- 1968 : Ouverture de la « voie CAI Belledo » sur la Mongolfiera (Grignetta) avec Guerino Cariboni, Pino Negri, Carlo Mauri.
- 1968 : Ouverture de la « voie dei Ragni » au Grand Capucin (29 juin-1er juillet) avec Aldo Anghileri, Pino Negri, Carlo Mauri, Guerino Cariboni et Angelo Zoia (surnommée « voie Lecco » dans le guide Monte Bianco CAI-TCI de 1994).
- 1969 : Ouverture d'une nouvelle voie sur la face Ouest du Jirishanca avec Riccardo Cassin, Natale Airoldi, Gigi Alippi, Giuseppe Lafranconi, Annibale Zucchi, Sandro Liati.
- 1970 : Il prend part à la tentative d'ascension de la face Ouest du Cerro Torre, par les membres du Ragni di Lecco.
- 1972 : Première ascension de la face Ouest du Nevado Huantsan, dans la cordillère Huayhuash au Pérou avec Gigi Alippi, Sandro Liati (expédition de la section du CAI de Gallarate).
- 1973-1974 : Cerro Torre. Expédition des membres du Ragni di Lecco sur la face Ouest. Elle est composée de Casimiro Ferrari (chef de l'expédition), Pierlorenzo Acquistapace (Canella), Gigi Alippi, Daniele Chiappa, Mario Conti (Zenin), Claudio Corti (Marna), Giuseppe Lafranconi, Mimmo Lanzetta, Pino Negri, Ernesto Panzeri, Sandro Liati (médecin) et Angelo Zoia. Le 14 janvier 1974, Casimiro Ferrari, Mario Conti, Daniele Chiappa et Pino Negri atteignent le sommet.
- 1974 : Première ascension hivernale de la voie Messner-Holzer sur la face SE du Castello della Busazza, avec Vittorio Meles.
- 1975 : Première ascension de l'Alpamayo par la face SO, par la « voie dei Ragni » (aujourd'hui connue sous le nom de « canaleta Ferrari ») avec Pinuccio Castelnuovo, Sandro Liati, Pino Negri, Angelo Zoia et Danilo Borgonuovo.
- 1976 : première ascension du pilier est du Fitz Roy, avec Vittorio Meles (« certainement la plus belle paroi rocheuse du monde » selon Giampiero Motti).
- 1977 : Mont Kenya et Kilimandjaro, avec Luigino Airoldi, Gigi Alippi, Mario Conti, Emilio Valsecchi (Lupetto), Sandro Liati.
- 1979 : Ouverture d'une nouvelle voie sur la face SO du Nevado Sarapo, avec Giuliano Maresi, Vittorio Meles, Maurizio Scaioli (Diabolik), Sandro Liati, Bruno Lombardini (expédition du CAI Ballabio).
- 1984 : ascension du Cerro Murallón, par l'éperon centrale pilier NE avec Carlo Aldè e Paolo Vitali (Fabio Lenti et Marco Ballerini participent également à la tentative).
- 1985 : première ascension par des alpinistes italiens de la voie franco-canadienne sur l'Ama Dablam (avec Giuliano Maresi, Bruno Lombardini, Carlo Aldè, Mario Panzeri et Danilo Valsecchi).
- 1986 : première ascension par la face Est du Cerro Norte, avec Giuliano Maresi.
- 1987 Tentative d'ascension du Shisha Pangma.
- 1987 : San Lorenzo, variante directe par la crête NE avec Annibale Borghetti, Danilo Valsecchi et Maurizio Villa.
- 1988 : Première ascension du Cerro Riso Patron, en hiver, avec Bruno Lombardini et Egidio Spreafico pendant la première traversée hivernale du champ de glace Sud de Patagonie réalisée en compagnie de Carlo Buzzi, Giuliano Maresi, Luciano Spadaccini, Annibale Borghetti et Luigi Corti.
- 1989 : Première ascension hivernale et ouverture d'une nouvelle voie sur éperon SO du San Valentin, avec Giuliano Maresi, Egidio Spreafico, Carlo Buzzi.
- 1991 : Tentative d'ascension du Makalu, par sa face Ouest. L'expédition des Ragni di Lecco (composée de Lorenzo Mazzoleni, Marco Negri, Mario et Salvatore Panzeri et Dario Spreafico) échoue à 7 050 mètres.
- 1992 : Ascension de l'Aguja Bifida, arête Est, avec Manuele Panzeri et Corrado Valsecchi.
- 1993 : Ascension de la face Sud du Cerro Grande, avec Damian Fridman.
- 1993 : Cerro Hemul avec Gastone Aldé.
- 1994 : Aguja Mermoz, face Est avec Martin Cevallos.
- Tentative d'ascension de la face nord-ouest du Cerro Piergiorgio.
- 31 décembre 1996 : il inaugure le refuge Carlo Mauri à Punta del Lago.

### Sources et bibliographie
- (it) Casimiro Ferrari, La torre del vento - Cerro Torre parete ovest, Lecco, Alpine Studio, 2010 (1re éd. 1975 (Dall'Oglio))
- (it) Alberto Benini, Casimiro Ferrari, L'ultimo re della Patagonia, Baldini Castoldi Dalai, 2004
- (it) Casimiro Ferrari : un sognatore dalla Grigna alla Patagonia, Cattaneo, 2011

### Filmographie
- Jirishanka, il Cervino delle Ande, de Riccardo Cassin (1970)
- Torre del vento, de Mimmo Lanzetta et Casimiro Ferrari (1974)
- Alpamayo parete sud ovet, de Casimiro Ferrari (1975)
- Fitz Roy Pilastro est, de Casimiro Ferrari (1976)
- Ama Dablam, de Casimiro Ferrari